# Martin James Monti
Martin James Monti (Saint Louis, 24 ottobre 1921 – Fort Lauderdale, 11 settembre 2000) è stato un militare statunitense.

## Biografia
Martin James Monti era nato a St. Louis nel 1921 da padre italo-svizzero e da madre tedesca. Disertò atterrando con il suo aereo a Milano nell'ottobre 1944 e fu incaricato dai tedeschi di svolgere trasmissioni radio propagandistiche. Alla fine della guerra risultò avere il grado di sottotenente corrispondente delle SS col nome di Martin Wiethaupt, ed era ancora con l'uniforme delle SS quando si arrese agli statunitensi. Venne poi condannato a 15 anni di lavori forzati, ma presto venne scarcerato e rientrò a far parte dell'United States Army Air Corps, anche se nel 1948 l'FBI lo accusò di tradimento e per questo venne condannato a 25 anni di carcere. Venne scarcerato sulla parola nel 1960.